# ライアン・クック
ライアン・ウィリアム・クック（Ryan William Cook, 1987年6月30日 - ）は、アメリカ合衆国カリフォルニア州フレズノ郡クロービス出身の元プロ野球選手（投手）。右投右打。愛称は「クッキー」。

## 経歴

### プロ入り前
クロービス高等学校卒業後に南カリフォルニア大学へ進学した。

### プロ入りとダイヤモンドバックス時代
2008年のMLBドラフト27巡目（全体828位）でアリゾナ・ダイヤモンドバックスから指名され、プロ入り。
2011年7月20日にメジャーに初昇格し、同日のミルウォーキー・ブルワーズ戦でメジャーデビュー。

### アスレチックス時代
2011年12月9日にジャロッド・パーカー、コリン・カウギルと共にトレバー・ケーヒル、クレイグ・ブレスロウとの3対2のトレードで、オークランド・アスレチックスへ移籍した。
2012年4月27日のボルチモア・オリオールズ戦で史上61人目の1イニング4奪三振を記録。開幕から5月27日まで無失点の好投を続け、7月のオールスターゲームにも初選出された。後半戦はグラント・バルフォアに繋ぐセットアッパーに定着した。
2013年は、71試合に登板。
2014年は、54試合に登板。
2015年1月17日に球団と年俸調停を回避し、1年契約130万ドルで契約を結んだ。アスレチックスでは4試合に投げただけで、0勝2敗・防御率10.38と大炎上した。

### レッドソックス時代
2015年7月31日に後日発表選手とのトレードで、ボストン・レッドソックスに移籍。レッドソックスでは5試合に投げたが、4.1イニングで14点を失い、防御率27.00と移籍前にも増して炎上。アスレチックスとの合計成績は、9試合で防御率18.69という内容だった。

### マリナーズ時代
2015年11月6日にウェイバー公示を経てシカゴ・カブスへ移籍したが、12月2日にノンテンダーFAとなった。
2016年1月7日にシアトル・マリナーズと1年契約を結んだ。しかし、右広背筋を負傷して3月12日に60日間の故障者リスト入りした。7月10日よりアリゾナリーグ・マリナーズでリハビリに入るが、MLB公式戦登板は無かった。また、10月にはトミー・ジョン手術を受けている。11月4日に自由契約となったが、14日に再度マリナーズとマイナー契約を結んだ。
2017年は、AAA級タコマ・レイニアーズに所属していたが、4月7日に7日間の故障者リストに入った。
2018年1月16日にマリナーズとマイナー契約で再契約を結び、同年のスプリングトレーニングに招待選手として参加することになった。シーズンでは開幕をAAA級タコマで迎え、5月17日にメジャー契約を結んでアクティブ・ロースター入りした。メジャーでは、19試合に登板。

### 巨人時代
2018年12月29日に退団したアルキメデス・カミネロに代わる抑えとして、NPBの読売ジャイアンツが獲得を発表した。1年契約で年俸は130万ドル（約1億4300万円）、背番号は前監督の高橋由伸が着けていた24。
2019年シーズンの春季キャンプでは巨人が浮上するカギとして注目されていた。実戦初登板となった3月3日の東京ヤクルトスワローズ戦ではわずか7球で三者凡退に抑えた。開幕を1軍で迎えたが、4月23日に右肘違和感により登録抹消となった。さらにはリハビリ途中で左太腿裏も痛め、期待を大きく裏切った。ただ、シーズン終盤に再昇格してからは、先発に転向して好投し、新たな可能性を残すシーズンではあった。結局このシーズンは15イニングの登板、0勝2敗6セーブに留まり、CS、日本シリーズの出場選手枠に入らなかった。12月2日に自由契約選手公示。

### 巨人退団後
2020年1月8日にマイアミ・マーリンズとマイナー契約を結んだ。昇格なら年俸75万ドル（約8250万円）プラス出来高がつく。7月20日に自由契約となった。

## 選手としての特徴
持ち球は、最速155km/h（平均150km/h）の速球（フォーシーム、ツーシーム）と、平均136km/hのスライダー、平均139km/hのチェンジアップがある。右打者には、ほとんどフォーシームとスライダーしか投げず、左打者には4つの球種をバランスよく織り混ぜる傾向がある。高速スライダーで三振の山を築く。

## 詳細情報

### 年度別投手成績
| 年 度    | 球 団    | 登 板 | 先 発 | 完 投 | 完 封 | 無 四 球 | 勝 利 | 敗 戦 | セ 丨 ブ | ホ 丨 ル ド | 勝 率 | 打 者 | 投 球 回 | 被 安 打 | 被 本 塁 打 | 与 四 球 | 敬 遠 | 与 死 球 | 奪 三 振 | 暴 投 | ボ 丨 ク | 失 点 | 自 責 点 | 防 御 率 | W H I P |
| -------- | -------- | ----- | ----- | ----- | ----- | -------- | ----- | ----- | -------- | ----------- | ----- | ----- | -------- | -------- | ----------- | -------- | ----- | -------- | -------- | ----- | -------- | ----- | -------- | -------- | ------- |
| 2011     | ARI      | 12    | 0     | 0     | 0     | 0        | 0     | 1     | 0        | 1           | .000  | 41    | 7.2      | 11       | 0           | 8        | 0     | 0        | 7        | 1     | 1        | 6     | 6        | 7.04     | 2.48    |
| 2012     | OAK      | 71    | 0     | 0     | 0     | 0        | 6     | 2     | 14       | 21          | .750  | 288   | 73.1     | 42       | 4           | 27       | 4     | 4        | 80       | 4     | 0        | 18    | 17       | 2.09     | 0.94    |
| 2013     | OAK      | 71    | 0     | 0     | 0     | 0        | 6     | 4     | 2        | 23          | .600  | 294   | 67.1     | 62       | 2           | 25       | 1     | 4        | 67       | 7     | 0        | 22    | 19       | 2.54     | 1.29    |
| 2014     | OAK      | 54    | 0     | 0     | 0     | 0        | 1     | 3     | 1        | 7           | .250  | 202   | 50.0     | 32       | 3           | 22       | 1     | 2        | 50       | 3     | 0        | 19    | 19       | 3.42     | 1.08    |
| 2015     | OAK      | 4     | 0     | 0     | 0     | 0        | 0     | 2     | 0        | 0           | .000  | 23    | 4.1      | 7        | 0           | 3        | 0     | 0        | 3        | 0     | 0        | 5     | 5        | 10.38    | 2.31    |
| 2015     | BOS      | 5     | 0     | 0     | 0     | 0        | 0     | 0     | 0        | 1           | ----  | 31    | 4.1      | 13       | 4           | 4        | 0     | 0        | 3        | 1     | 0        | 14    | 13       | 27.00    | 3.92    |
| '15計    | BOS      | 9     | 0     | 0     | 0     | 0        | 0     | 2     | 0        | 1           | .000  | 54    | 8.2      | 20       | 4           | 7        | 0     | 0        | 6        | 1     | 0        | 19    | 18       | 18.69    | 3.12    |
| 2018     | SEA      | 19    | 0     | 0     | 0     | 0        | 2     | 1     | 0        | 5           | .667  | 76    | 17.0     | 15       | 4           | 7        | 1     | 3        | 23       | 2     | 0        | 10    | 10       | 5.29     | 1.29    |
| 2019     | 巨人     | 13    | 1     | 0     | 0     | 0        | 0     | 2     | 6        | 0           | .000  | 67    | 15.0     | 19       | 2           | 6        | 0     | 0        | 9        | 2     | 0        | 8     | 8        | 4.80     | 1.67    |
| MLB：6年 | MLB：6年 | 236   | 0     | 0     | 0     | 0        | 15    | 13    | 17       | 58          | .536  | 955   | 224.0    | 182      | 17          | 96       | 7     | 13       | 233      | 18    | 1        | 94    | 89       | 3.58     | 1.24    |
| NPB：1年 | NPB：1年 | 13    | 1     | 0     | 0     | 0        | 0     | 2     | 6        | 0           | .000  | 67    | 15.0     | 19       | 2           | 6        | 0     | 0        | 9        | 2     | 0        | 8     | 8        | 4.80     | 1.67    |

- 2019年度シーズン終了時

### 年度別守備成績
| 年 度 | 球 団 | 投手（P） | 投手（P） | 投手（P） | 投手（P） | 投手（P） | 投手（P） |
| 年 度 | 球 団 | 試 合     | 刺 殺     | 補 殺     | 失 策     | 併 殺     | 守 備 率  |
| ----- | ----- | --------- | --------- | --------- | --------- | --------- | --------- |
| 2011  | ARI   | 12        | 1         | 2         | 0         | 0         | 1.000     |
| 2012  | OAK   | 71        | 7         | 6         | 0         | 2         | 1.000     |
| 2013  | OAK   | 71        | 4         | 8         | 0         | 1         | 1.000     |
| 2014  | OAK   | 54        | 3         | 8         | 0         | 1         | 1.000     |
| 2015  | OAK   | 4         | 0         | 0         | 0         | 0         | ----      |
| 2015  | BOS   | 5         | 0         | 0         | 1         | 0         | .000      |
| '15計 | BOS   | 9         | 0         | 0         | 1         | 0         | .000      |
| 2018  | SEA   | 19        | 1         | 1         | 0         | 0         | 1.000     |
| 2019  | 巨人  | 13        | 0         | 4         | 0         | 1         | 1.000     |
| MLB   | MLB   | 236       | 16        | 25        | 1         | 4         | .976      |
| NPB   | NPB   | 13        | 0         | 4         | 0         | 1         | 1.000     |

- 2019年度シーズン終了時

### 記録
- MLBオールスターゲーム選出：1回（2012年）

NPB投手初記録
- 初登板・初セーブ：2019年3月30日、対広島東洋カープ2回戦（MAZDA Zoom-Zoomスタジアム広島）、9回裏に4番手で救援登板、1回無失点・完了
- 初奪三振：2019年3月31日、対広島東洋カープ3回戦（MAZDA Zoom-Zoomスタジアム広島）、9回裏に安部友裕から空振り三振
- 初先発登板：2019年9月10日、対横浜DeNAベイスターズ20回戦（横浜スタジアム）、3回0/3 1失点で勝敗つかず

NPB打撃初記録
- 初打席：2019年9月10日、対横浜DeNAベイスターズ20回戦（横浜スタジアム）、3回表に今永昇太から見逃し三振

### 背番号
- 48（2011年 - 2015年途中）
- 46（2015年途中 - 同年終了、2018年）
- 24（2019年）

### 登場曲
- 「AREA」Magnus The Magnus（2019年）